# Möhrendorf
Möhrendorf er en kommune i Landkreis Erlangen-Höchstadt i Regierungsbezirk Mittelfranken i den tyske delstat Bayern.
Möhrendorf er kendt for sine historiske vandmøller.

## Geografi
Kommunen ligger omkring seks kilometer nord for Erlangen i engene i Regnitzdalen, på den vestlige flodbred. Vest for Regnitz løber Main-Donau-Kanalen og den nu indlemmede landsby Kleinseebach, hvor floden Seebach munder ud i kanalen.
Til kommunen hører landsbyerne Möhrendorf, Kleinseebach, og bebyggelsen Oberndorf.
Nabokommuner er (med uret fra nord):
 Baiersdorf, Bubenreuth, Erlangen

## Vandmøller
En seværdighed i Möhrendorf er de omkring 10 vandmøller ved Regnitz, der hører til de sidste af sin art i Centraleuropa . De øser det varme og næringsrige overfladevand op til overrisling af engene.
De ældste er anlagt i 1400-tallet, og i 1805 var der på en strækning af ca. 25 kilometer omkring 190 sådanne overrislingsanlæg, flere end ved nogen anden flod i centraleuropa.